# Martín Rivas (színművész)
Martiño Rivas López (Vimianzo, Spanyolország, 1985. január 10. –) vagy ismertebb filmes nevén Martín Rivas galiciai színész.

## Életrajz
1985. január 10-én született a galiciai Vimianzo községben. Londonban folytatta középiskolai tanulmányait, majd visszatérve Galiciába, a  Santiago de Compostela Egyetemen audiovizuális kommunikáció szakára nyert felvételt, valamint színjátszást tanult az Espazo Aberto Tánc- és Színművészeti Iskolában.
13 évesen kapta első tévészerepét, a Televisión de Galicia (TVG) Mareas Vivas sorozatában szerepelt három évadot 1998 és 1999 között. 2005-ben szerepet kapott a TVG Maridos e mulleres című sorozatának első két évadjában. Első országos lefedettségű szereplése a La Sexta SMS, sin miedo a soñar sorozatban volt, ahol öt epizódban szerepelt.
2007-ben főszerepet kapott az Antena 3 Internátus című sorozatában, mely nem csak országos lefedettségű volt, de egész Kelet-Közép-Európában látható volt a sorozat az AXN csatornán. Az Internátus meg is hozta számára a várt sikert. Sorozatbeli barátjával, Yon Gonzálezzel a valóságban is szoros barátság alakult ki közöttük.
Közben 2008-ban a Vak napraforgók (Los girasoles ciegos) című mozifilmben kapott főszerepet. Az Internátusban és a Vak napraforgókban nyújtott alakításáért 2008-ban négy díjkiosztón is az év felfedezett férfi színésze díjra jelölték: a Spanyol Filmművészeti és Filmtudományi Akadémia (AACCE) Goya-díjára, a Talento Revelación del Cine Español díjára, az EP3-díjra, továbbá a Viera de Plata-díjra. Utóbbi két díjat haza is vihette.
Miután 2010-ben vége lett az Internátusnak, egy évvel később, 2011 decemberében jelentette be a Telecinco csatorna, hogy új sorozatának az El don de Alba-nak a főszereplője Martín Rivas lesz.

## Szerepek

### Filmek
| Év   | Cím (Eredeti cím)                        | Szerep  | Magyar hangja |
| ---- | ---------------------------------------- | ------- | ------------- |
| 2014 | Rómeó és Júlia (Romeo and Juliet)        | Rómeó   | Molnár Áron   |
| 2013 | Hárommal több esküvő (Tres bodas de más) | Dani    | Fehér Tibor   |
| 2009 | (Universos)                              | Álex    |               |
| 2008 | Vak napraforgók (Los girasoles ciegos)   | Lalo    |               |
| 2006 | (Atopeite)                               | Nicolás |               |

### Sorozatok
- Mareas Vivas (TVG), mint Dani (1998-1999)
- Maridos e mulleres (TVG), mint David (2005)
- SMS (La Sexta), mint Moisés (2006)
- Internátus (Antena 3), mint Marcos Novoa Pazos (2007-2010)
- El don de Alba (Telecinco), mint Pablo Escudero (2012-)

## Magánélet
Édesapja Manuel Rivas híres galiciai író, költő, újságíró. Édesanyja María Isabel López Mariño. Korábban együtt élt a Maridos e mulleres-ben  szereplő Sara Casasnovas színésznővel, de 2008-ban szakítottak, azóta Irene Escolar a párja.